# Edward Givens
Edward Galen Givens, Jr. (ur. 5 stycznia 1930 w Quanah, zm. 6 czerwca 1967 w Pearland) – amerykański pilot wojskowy, major United States Air Force, członek Korpusu Astronautów NASA.

## Wykształcenie i służba wojskowa
Szkołę średnią (Quanah High School) ukończył w mieście Quanah w Teksasie.
- 1952 – po ukończeniu Akademii Marynarki Wojennej Stanów Zjednoczonych w Annapolis otrzymał licencjat w zakresie nauk ścisłych. Później wstąpił do lotnictwa wojskowego.
  - Przeszkolenie lotnicze odbywał przy Dowództwie Szkolenia Sił Powietrznych (Air Force Air Training Command).
- 1954 – służył w 35 zgrupowaniu myśliwców przechwytujących (35th Fighter Interceptor Group) stacjonującym w Japonii.
- Styczeń 1956 – marzec 1958 – był pilotem-instruktorem w Szkole Instruktorów Uzbrojenia Lotniczego Myśliwców Przechwytujących (Air Force Interceptor Weapons School).
- 1958 – ukończył Szkołę Pilotów Eksperymentalnych Sił Powietrznych (USAF Experimental Flight Test Pilot School) w bazie lotniczej Edwards w Kalifornii i pozostał w niej jako instruktor. Później został pilotem doświadczalnym 4 eksperymentalnej eskadry lotniczej (Air Development Squadron 4) stacjonującej w kalifornijskiej bazie lotnictwa morskiego Point Mugu. Uczestniczył w pracach nad myśliwcem F-8U-2N.
- Listopad 1961 – wrzesień 1962 – był asystentem komendanta Szkoły Pilotów Eksperymentalnych Sił Powietrznych (USAF Experimental Flight Test Pilot School).
- Październik 1962 – maj 1963 – szkolił się w Aeronautycznej Szkole Pilotów Doświadczalnych (USAF Aerospace Research Pilot School).
- 1963–1966 – do momentu przyjęcia do Korpusu Astronautów NASA był oficerem w houstońskim Centrum Załogowych Lotów Kosmicznych (Manned Spacecraft Center) ds. realizacji projektów w Wydziale Biura Systemów Kosmicznych (Space Systems Division Office). Brał udział w opracowywaniu osobistego systemu manewrującego astronauty – AMU (Autonomy Maneuvering Unit).

Jako pilot wylatał ponad 3500 godzin, z czego 2800 na samolotach z napędem odrzutowym.

## Kariera astronauty
4 kwietnia 1966 zakwalifikował się do piątej grupy astronautów NASA (NASA 5). Został włączony do składu naziemnej załogi wspierającej pierwszego załogowego lotu realizowanego w ramach programu Apollo – wyprawy Apollo 7. Jednakże na długo przed rozpoczęciem lotu, bo już 6 czerwca 1967 zginął w wypadku samochodowym w Pearland nieopodal Houston.